# Schloss Schierling

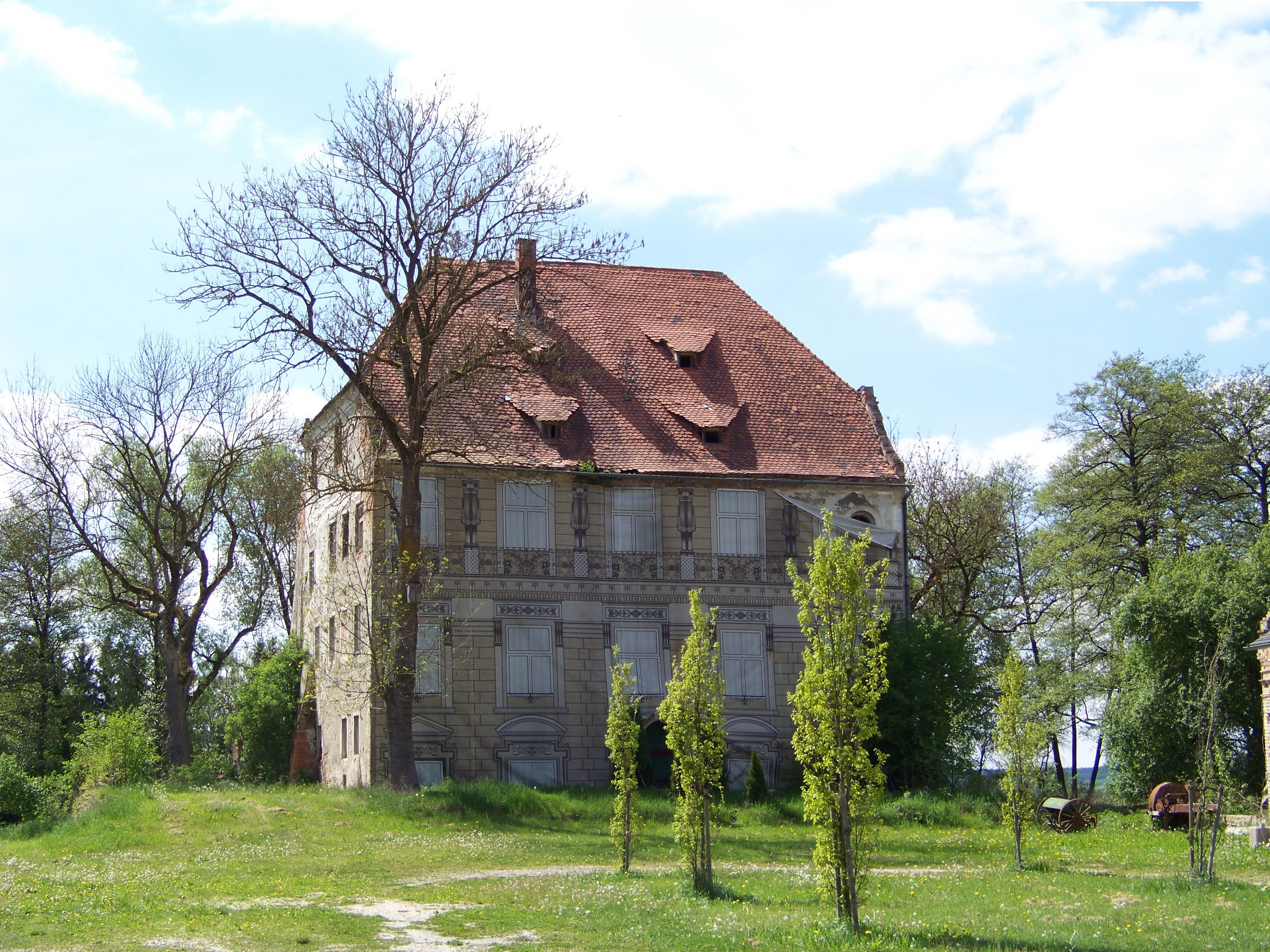
Schloss Schierling (2014)

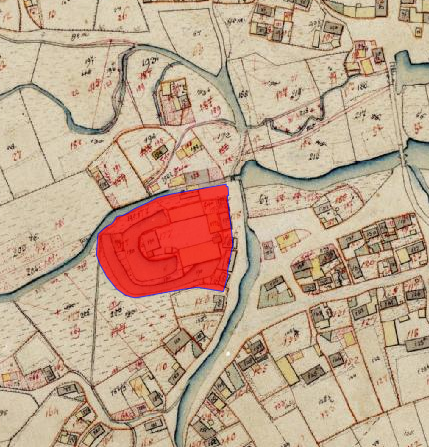
Lageplan von Schloss Schierling auf dem Urkataster von Bayern

Das ehemalige Schloss Schierling ist eine denkmalgeschützte Hofanlage in der Schlossstraße 3 im Markt Schierling  im Landkreis Regensburg (Bayern). Der schlossartige Bau wurde auf den Resten einer mittelalterlichen Niederungs- bzw. Wasserburg errichtet. Die Anlage ist unter der Aktennummer D-3-75-196-18 als denkmalgeschütztes Baudenkmal von Schierling verzeichnet. Ebenso wird sie als Bodendenkmal unter der Aktennummer D-3-7138-0084 im Bayernatlas als „Archäologische Befunde des Mittelalters und der frühen Neuzeit im Bereich des Schlosses von Schierling, ehemals Niederungsburg.“ geführt.

## Geschichte
Die Erbauer der ehemaligen Niederungsburg waren vermutlich die Ritter von Schierling. Deren angebliche Abstammung von den Grafen von Kirchberg aus Andermannsdorf lässt sich nicht belegen. Die frühe Geschichte dieser Familie gilt als ungesichert. Erst ab dem frühen 12. Jahrhundert werden die Herren von Schierling in Bischofs- und Klosterurkunden greifbar. 1138 wird ein Hainricus de Schirlingin genannt, um 1170 sind es Adelbert de Schirlingin und Werinhard de Schirlingin, 1223 tritt in dem Traditionen des Klosters St. Emmeram ein Ernst miles de Schirlinge auf. Mitglieder dieser Familie werden als Ritter angesprochen. Bis in das späte 14. Jahrhundert ist diese Familie nachweisbar. Dann werden sie durch die Spannagel abgelöst. Ende des 16. Jahrhunderts sind hier die Rosenpusch und dann die Reiffenstuel, bis dass der Besitz an das Straubinger Jesuitenkolleg übergeht.
Nach dem Kauf durch das Jesuitenkolleg in Straubing 1689 wird die Anlage verändert. 1728 erfolgt die Errichtung der Flügelbauten. Später kommt das Schloss in den Besitz des Malteserordens. Heute befindet sich die Hofanlage in Privatbesitz.

## Gebäude

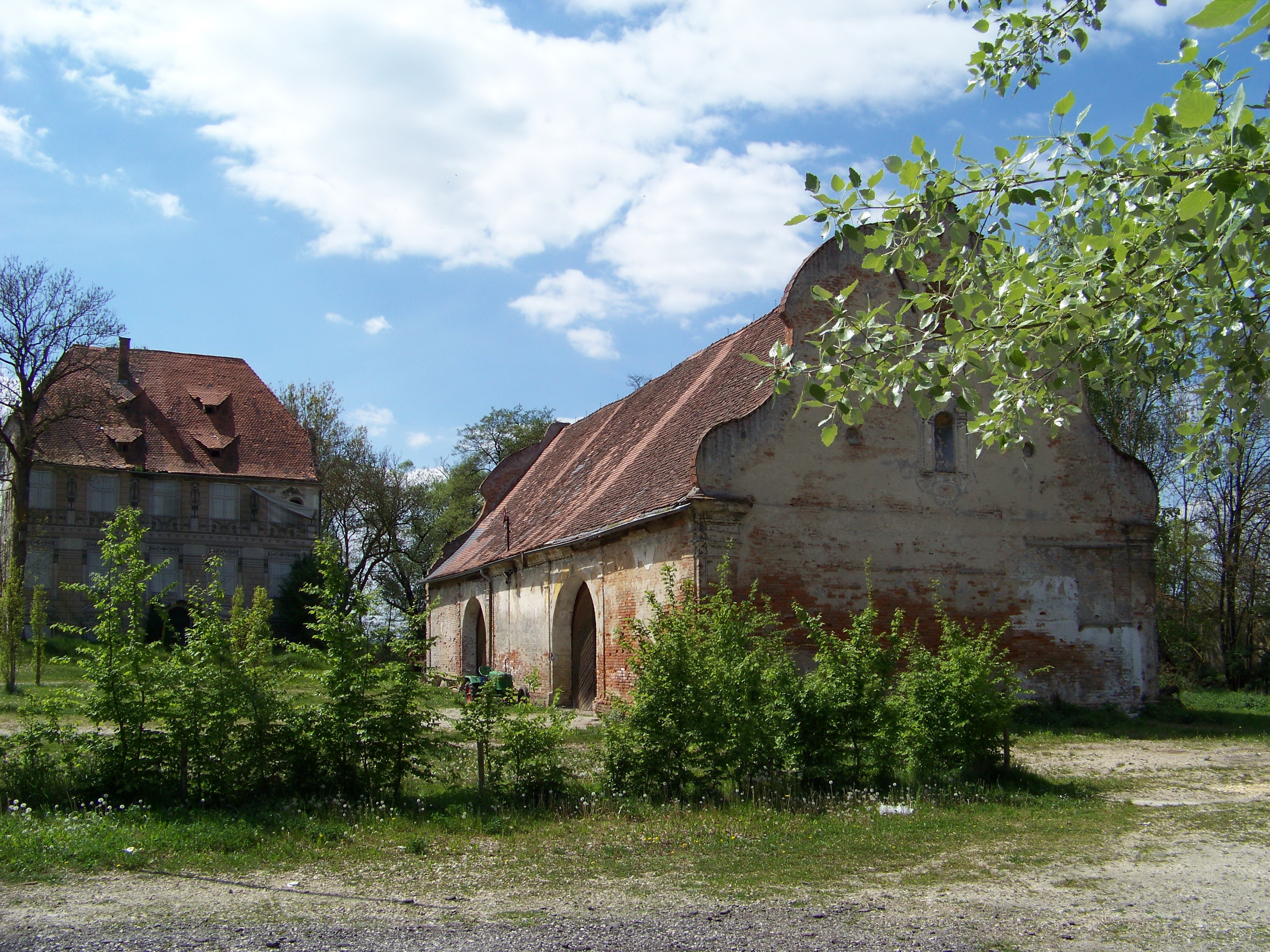
Schloss Schierling mit Stadel

Die Gebäude der Hofanlage sind hufeisenförmig angeordnet und umfassen neben dem Haupthaus Scheune und Stallung. Das Haupthaus ist ein im Kern mittelalterlicher dreigeschossiger Halbwalmdachbau mit Kapelle aus dem 17./18. Jahrhundert im dritten Geschoss. Der Stadel ist ein giebelständiger Satteldachbau mit Schweifgiebel, Pilastergliederungen und rundbogigen Toren aus Ziegel von 1728.
Die im 19. Jahrhundert noch vorhandenen Wassergräben und Befestigungsanlagen sind abgekommen, nur ein „Schlossteich“ hat sich von den künstlich angelegten Gräben noch erhalten. 

## Schlossmühle und Schlossbrauerei

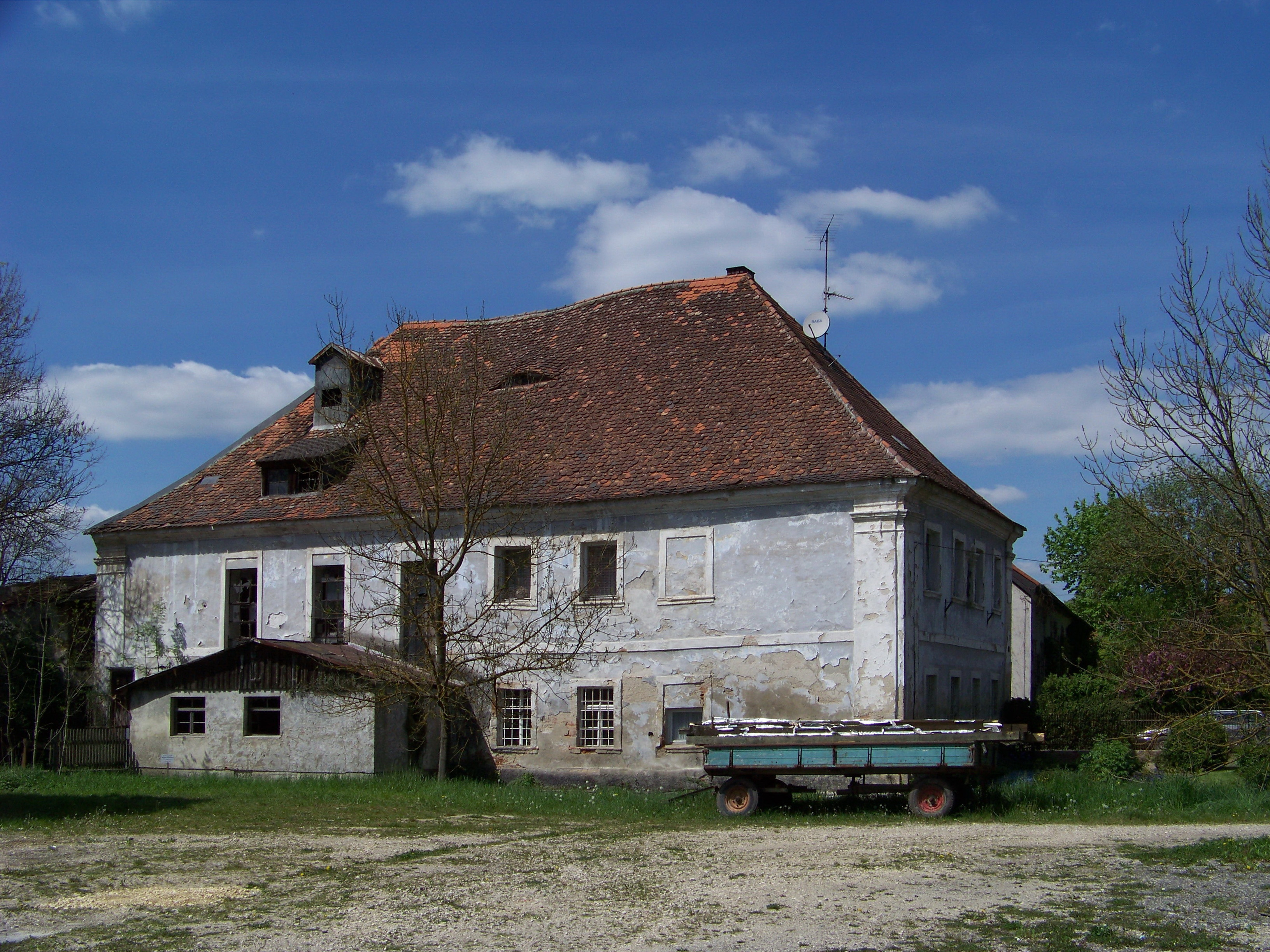
Schlossmühle Schierling

Die ehemalige Schlossmühle in der Dorfmühlstraße 1 ist ein zweigeschossiger Walmdachbau mit Putzgliederungen von 1762. Die ehemalige Schlossbrauerei in der Dorfmühlstraße 2 ist ein zweigeschossiger und traufständiger Satteldachbau mit Gewölben im Wirtschaftsteil von 1850. Der Wohnteil wurde um 1960 erneuert.